# 名目所得ターゲット
名目所得ターゲット (めいもくしょとくターゲット、英: nominal income target) は、中央銀行による政策のひとつであり、将来の所得水準に関する目標を定めたものである。NGDPターゲット、名目所得目標とも呼ばれる。

## 解説
具体的には国内総生産 (Nominal Gross Domestic Product) の数値目標を定め、その目標を量的金融緩和政策など金融政策で達成することである。マネタリストらが支持するインフレーションターゲットは中央銀行による物価目標であるが、名目所得ターゲットでは名目GDP値が中央銀行の達成目標となる。マネーサプライが経済活動水準の決定要因とする従来のマネタリズムに懐疑的であるマーケットマネタリズムからNGDPターゲットの必要性が唱えられている。またマーケットマネタリズムの観点からは、必ずしも金利上昇がクラウディングアウトに結びつくわけではないとしている。貨幣流通速度は利子率と関連性があり、利子率が上昇すれば、投資家はハイリターンを求めて流動性資産もしくは固定資産を買おうとし、それらの決済の増加で貨幣流通速度も上昇するとしている。ゆえにマネーサプライを所与とすれば、利子率の上昇は物価と名目GDPの上昇を伴うとしている。この結果はクラウディングアウトと相反するとしている。
中央銀行がNGDP水準の責任をも持つと市場に宣言することで、消費者が将来の経済成長と所得増加を期待し消費を拡大させると考えられるとしている。また企業は売り上げが伸びると期待するので投資を増やす効果があるとしている。フォワード・ガイダンスによって政策金利がいつ上昇するのかという不確定性を取り除くことも重要としている。

## 名目所得ターゲットの歴史
中央銀行など通貨当局は名目所得をターゲットにするべきという考えは1978年にジェイムズ・ミードによって提唱された。その2年後にジェームズ・トービンも類似した理論にたどりついている。

### 物価安定政策への批判
名目所得ターゲットの議論はインフレターゲットの問題点を指摘するところに端を発する。ミードは、物価の安定を総需要政策の目的にすることは極めて危険であろうと唱える。輸入物価の上昇や間接税の増税によって物価に上昇圧力がかかる場合では、物価の安定を維持しようとすれば名目賃金を下げざるをえないとしている。もちろん輸入物価の上昇や間接税増税の影響を除いた物価指数を物価安定政策の目安として使うことはできるが、その物価指標の安定化政策でも依然として危険であろうとミードは唱える。名目コストの増加が販売価格に反映されない場合、すなわちコスト増がそのまま販売価格増につながらない場合ではコストプッシュ型の物価上昇によって実質生産量と雇用は落ち込むとしている。実質賃金に対する労働需要の弾性値が高いと仮定すれば確かに完全雇用を達成する程度に企業主たちが労働者の名目賃金を低く設定することで事態はよくなるだろうとしている。その労働需要は長期的には弾性的だが、短期的には過去の例を見ても非弾性的である。その場合には全産業で失業が発生し、名目賃金の低下は労働者の賃金から企業収益への富の移転しかもたらさないとしている。
従って通貨当局はインフレ率ではなく名目所得をターゲットにすべきであるとミードは唱える。たとえば名目所得水準の年率5 %成長を維持するように通貨当局が金融政策をとる。名目所得水準が緩やかに増加している状況では、将来的な労働需要の見通しなどの要因に応じて産業のそれぞれのセクターで賃金上昇の速度に違いはみられるものの、労働者の名目賃金が落ち込むことはないとしている。
また名目所得水準は物価水準よりも意義深い目標値であるとしている。それゆえにFRBなど中央銀行が将来の名目所得水準をターゲットにすることで、名目経済成長についての明確な意思表示が市場に伝わり、また交易条件の悪化に由来する負のショックにも柔軟に対応できるとトービンは論じる。

### マネーサプライ目標
欧米主要中央銀行は、1970年代にはマネーサプライを金融政策運営上の中間目標に位置付けていたが、1980年代から1990年代にかけて、マネーサプライを中間目標に位置付ける政策運営を止めるようになった。2002年現在では、「金融政策は、短期金利の操作を通じて実体経済などに影響を及ぼし、物価の安定を目指す」という考え方が主要となっていた。中央銀行は金融調節を、マネーサプライを中間目標として用いる方式から金利操作によりインフレターゲットを達成する方式へと転換した。
経済学者のジェフリー・フランケルは、1980年代に入ると主要国はマネーサプライ目標を打ち出したが、結果的にはそのマネタリズム的なアプローチは失敗に終わったとしている。その後いくらかの先進工業国は目標値をマネーサプライからインフレーション率へと変えたが、その目標が未達成になることがしばしばだったとしている。
1980年代のイギリスではマーガレット・サッチャーによるマネタリズム色の濃い政策が打ち出され、当初イングランド銀行はマネーサプライ (ここではsterling M3) を目標としたが失業率が悪化した。サッチャー政権が始まった当初は150万人規模だった失業 (完全失業率は6 %を下回っていた) が、物価が急上昇し1980年には20 %のインフレ率を記録したために政策金利を上げることで対処した。1982年にはM1も目標値とした。だが過度のインフレ抑制によって、失業率は1984年には330万人 (失業率12 %) に達した。
サッチャー政権は原理的マネタリズムを実質放棄する形で、リフレーション政策に軌道修正した。1980年代後半にはイングランド銀行が非公式な為替ターゲットをちらつかせ拡張的金融政策をとり、1987年にはマネーサプライ目標を断念した。その結果として経済は緩やかに回復し、1990年には失業者は160万人 (失業率は8 %) まで減少した。だが国内の所得格差は拡大し、サッチャー以前は0.25だったジニ係数は1990年には0.34にまで上昇した。
サッチャー率いる保守党政権がイギリス北部スコットランドの鉄鋼産業や炭鉱業などを衰退させたために、スコットランドでは保守党に対する嫌悪感が強い。2011年の時点でスコットランド選挙区の59ある議席のうち労働党が41議席であるのに対し、保守党は1議席しか保有していない。
エコノミストの坂東俊輔は「マーシャルのkの上昇、経済の開放度合いの高まり、変動相場制への移行などを通じて、ASEAN諸国において公開市場操作によるマネーサプライ管理の重要性が高まっている。先進国においては近年（1998年）、政策目標・政策手段との間に中間目標を設定し、政策を運営する方法が一般化している。そうした目標の一つに、マネーサプライが入っている。マネーサプライは数量変数であるため、金利のような価格変数よりも貸出量・設備投資などとより密接な関係があるからというのが通説である。ただし、マネーサプライ管理は一つの重要な指標ではあるが、マネーサプライの安定的な管理=経済の安定というわけではない」と指摘している。

### 世界金融危機後
リーマンショックと世界金融危機の影響でユーロ圏や先進諸国の経済停滞がおこるなか、中央銀行による名目所得ターゲット導入の議論が高まっている。アメリカでは、FRBが量的緩和やインフレターゲット導入など大胆な金融緩和政策を6年以上継続させている2014年現在の景気は脆弱である。緩やかな雇用の回復も労働参加率の低下によるものとの見解を否定できず、経済は回復しているとは言い難い。2014年において米国は景気回復にはほど遠く、欧州はといえば全く回復していない。両者は大不況の7年目に突入しているのだとポール・クルーグマンは述べる。日本は欧州よりも少し良いが、欧州の状況が悪いので相対的に良く見えているだけである。
米国では国民貧困線が15 %に及ぶが、これに対処するため2014年6月IMFが最低賃金を引き上げるよう米国政府に要請した。リーマンショック後の大不況からの米国経済の立ち直りは他の先進国と比べて良いとしながらも、2014年時点での米国の貧困率は貧困率の国際水準や米国の歴史的貧困率水準と比較して低いことや、労働参加率の低下など労働市場が依然として弱いことがIMFによって指摘されている。IMFの報告では、最低賃金の上昇は米国の何百万ものワーキングプアの所得を改善し、最低賃金水準労働者の可処分所得を有意に増加させることができるとしている。
また総需要の視点から言えば、中央銀行による公開市場操作や大規模な資産購入が著効するのは、その金融政策が永続的であると庶民が認識した場合だけである。物価と所得レベルの上昇が永続的だと投資家らが期待すれば、彼らは低利率の資産から高利率・非流動資産へとポートフォリオを変えるとし、この種の主張はマーケット・マネタリストのみならずポール・クルーグマン、マイケル・ウッドフォードらにも支持を得ている。インフレターゲットなど旧式の金融政策では太刀打ちできない世界的な景気悪化と流動性の罠を前にして、名目所得ターゲットなどの前衛的な金融政策が求められている。
2015年6月にはローレンス・サマーズも名目所得ターゲット支持に含みをもたせた。サマーズによれば、名目所得ターゲットはインフレーションターゲットよりも２つの点で勝っているという。
インフレ調整に依存しない目標値は理にかなっていること。また実質成長率が低いときに実質金利を下げることが保証されることである。

## 日本
元日銀副総裁である岩田一政は、1990年代から名目成長率ターゲットを主張している。

## その他
1930年代の世界恐慌の際も、当時の大統領フランクリン・ルーズベルトが所得水準を恐慌以前のレベルまで引き上げると宣言したことで景気回復に大きな役割を果たしたとされている。
従来のような、中央銀行がバランスシートをアグレッシブに拡大させるとお金は実体経済に流れていき需要を作り出すとするミルトン・フリードマンの説に対してマイケル・ウッドフォードは反駁し、ベン・バーナンキが述べるようなポートフォリオバランスチャンネル論の改良の必要性を唱えた。そしてウッドフォードは、量的緩和を成功させるためには、中央銀行が宣言した金融政策目標とりわけNGDP目標に専念し続けることだと唱えた。
カナダ中央銀行が2009年4月にインフレ率が目標値に達しない限りは2010年の第二四半期まで政策金利を0.25 %に据え置き続けることを明確に市場に宣言したが、この宣言によって市場に将来への期待が生じ、短期債券の中でも比較的長めの債券の利回りの低下率が顕著だった。
クリスティーナ・ローマーは、世界金融危機後の米国の長引く不況と高い失業率への対策としてバーナンキとFRBにNGDPターゲットを採用するよう提案している。
2014年6月5日、サンフランシスコ地区連銀のウィリアムズ総裁は、金融の安定を図るために金融政策を用いる場合、その代償は相当大きいとの考えを示した一方で、名目所得ターゲットに言及し、金融危機時に深刻化する破綻・差し押さえの回避につながるとして、金融安定に資する可能性があると述べた。ウィリアムズ総裁は「個人的には支持していないが、マクロ経済・金融安定のトレードオフのカーブに作用する創造的な方法だと考えている」と述べた。また金融の不安定を回避するために金利を用いれば、インフレ期待の抑制が効かなくなる恐れがあると指摘し、良好な金融政策においてはインフレ抑制こそが最も重要な要素になるとしている。
2016年7月3日Lars Christensenは、英国のEU離脱の是非を問う国民投票後の英国経済を安定化させるためにイングランド銀行が4 %のNGDPレベルターゲットを設定すべきだと唱えた。

### 実質経済成長率目標
中国の2013年度の実質成長率は7.7 %、2014年度は7.4 %であった。
中国共産党政府は2015年度の実質GDP成長率ターゲットを7 %とする数値目標をうち出した。2014年度のターゲットは7.5 %であった。